# Khodarampur
Khodarampur é uma vila no distrito de Murshidabad, no estado indiano de Bengala Ocidental.

## Demografia
Segundo o censo de 2001, Khodarampur tinha uma população de 5109 habitantes. Os indivíduos do sexo masculino constituem 49% da população e os do sexo feminino 51%. Khodarampur tem uma taxa de literacia de 44%, inferior à média nacional de 59,5%: a literacia no sexo masculino é de 51% e no sexo feminino é de 38%. Em Khodarampur, 21% da população está abaixo dos 6 anos de idade.